# Ніґан
Ніґан (англ. Negan) — персонаж франшизи «Ходячі мерці». Вперше з'явився в коміксах «Ходячі мерці». В екранізації його роль виконав Джеффрі Дін Морган.
Він був лідером «Рятівників», групи людей у «Святилищі», яка пригнічує інші громади і змушує їх платити данину. У коміксах зовнішність персонажа заснована на Генрі Роллінзі.

## Опис та біографія персонажа
Ніґан — один із основних антагоністів коміксу «Ходячі мерці». Вперше з'являється у «Випуск 100». У минулому — лідер «Рятівників». У серіалі вперше з'явився у епізоді «Останній день на Землі»
Ніґан є третім головним антагоністом у серіалі, перший з яких — Шейн Волш, другий — Губернатор, четвертий — Альфа, п'ятий — Ленс Горнсбі.
Ніґан Сміт виріс у Вірджинії. У дитинстві він приводив у їхній будинок бродячих собак, яких мати не схвалювала. Одного разу він приніс додому злого собаку, який убив усіх інших і відкусив половину вуха його матері, коли вона втрутилася. У середній школі Ніган брав приклад хулігана, якому подобалося принижувати інших, після чого він отримав сильну схильність до нецензурної лексики та задоволення від влади.
Ніґан працював вчителем фізкультури в середній школі, допомагаючи своїм учням удосконалювати їхні слабкості та формувати з них сильніших особистостей. Пізніше він зустрів жінку, на ім'я Люсіль. Ніґан і Люсіль часто відвідували місцевий бар, де був музичний автомат із піснею «You Are So Beautiful» Джо Кокера. Одного вечора п’яний відвідувач став голосно кричати, зіпсувавши їхню пісню. Люсіль попросила чоловіка вгамуватись і віддати п’ятдесят центів, щоб прослухати пісню знову. Чоловік нагрубив Люсіль, що призвело до того, що Ніґан побив його майже до смерті. Потім він взяв з гаманця чоловіка 1 долар і двічі програв їхню улюблену пісню, поки не приїхала поліція. Ніґана звільнили зі школи, бо чоловік, якого він побив виявився батьком його учнів. Люсіль довелося заплатити за медичні рахунки.
З часом Ніґан впав у депресію через втрату улюбленої роботи. Він закрутив роман із Джанін, яка була найкращою подругою Люсіль. Ніґан почав витрачати гроші на відеоігри та іншу розкіш, яку вони не могли собі дозволити. Під час вечері Люсіль попросила Ніґана відвезти її завтра до лікаря на МРТ, але той збрехав, що має важливу зустріч, а насправді був з Джанін. Тієї ночі він прийшов до Люсіль, яка дізналась, що у неї рак підшлункової залози. Вона дізналась про роман з Джанін. Ніґан негайно розірвав стосунки з Джанін і присвятив свій час Люсіль. На момент встановлення діагнозу Люсіль апокаліпсис тільки починався.
Одного дня Ніґан повернувся додому з ліками, але виявив, що Люсіль наклала на себе руки, прийнявши забагато таблеток і одягнувши поліетиленовий пакет на голову. Убитий горем Ніґан вийшов на вулицю, взяв колючий дріт зі своєї огорожі й обмотав ним дерев’яну бейсбольну биту, яку дали йому лікарі, облив будинок бензином і підпалив.
Пізніше Ніґан сформував групу і назвав її «Рятівники». Центральним штабом групи стала фабрика під назвою «Святилище», коли Ніґан зайняв місце її попереднього лідера. Він використовував свій авторитет і ресурси, щоб підпорядкувати інші громади та змушував їх платити данину Рятівникам в обмін на захист. Після війни проти раніше підкорених громад він зазнав поразки, що закінчилося тим, що Деріл Діксон взяв на себе керівництво «Рятівниками». Ніґан отримав довічне ув'язнення, але відсидів лише 7 років. Керол Пелетьє звільняє Ніґана з його камери та посилає убити Альфу.
Після від'їзду з Александрії Ніґан приєднується до Рівербенду, де одружується з Енні, яка завагітніла від нього. Разом з головними героями боровся під час конфлікту зі «Співдружністю». Висловивши щире розкаяння у вбивстві Гленна, Ніґан і Меггі примиряються між собою, тому Меггі дозволяє Ніґану та Енні жити у Гіллтопі.

### Люсіль
У персонажа є улюблена зброя — бита, обмотана колючим дротом. Ніґан ласкаво кличе цю биту Люсіль на честь померлої дружини. Примітно, що Джеффрі Дін Моргану, який виконав роль Ніґана, так сподобалася ця біта, що він майже ніколи не розлучався з нею на знімальному майданчику.
22 листопада 2016 року за повідомленням американської Адміністрації транспортної безпеки фанат «Ходячих мерців» намагався пронести до літака копію бейсбольної біти Ніґана, проте бита була конфіскована.

## Створення
За твердженням творця коміксів Чарлі Адларда, образ Ніґана був заснований на рок-музиканті та акторі Генрі Роллінзі. Роберт Кіркман розробляв погані манери персонажа, спостерігаючи за своїми знайомими. Ідея про створення персонажа прийшла до Кіркмана після того, як в одному з ранніх сюжетів Рік Граймс повинен був убити Гленна Рі, щоб захистити свого сина Карла. Примітно що Генрі Роллінз, прослуховувався на роль. Проте зрештою цю роль було передано Джеффрі Дін Моргану.

## Серіал

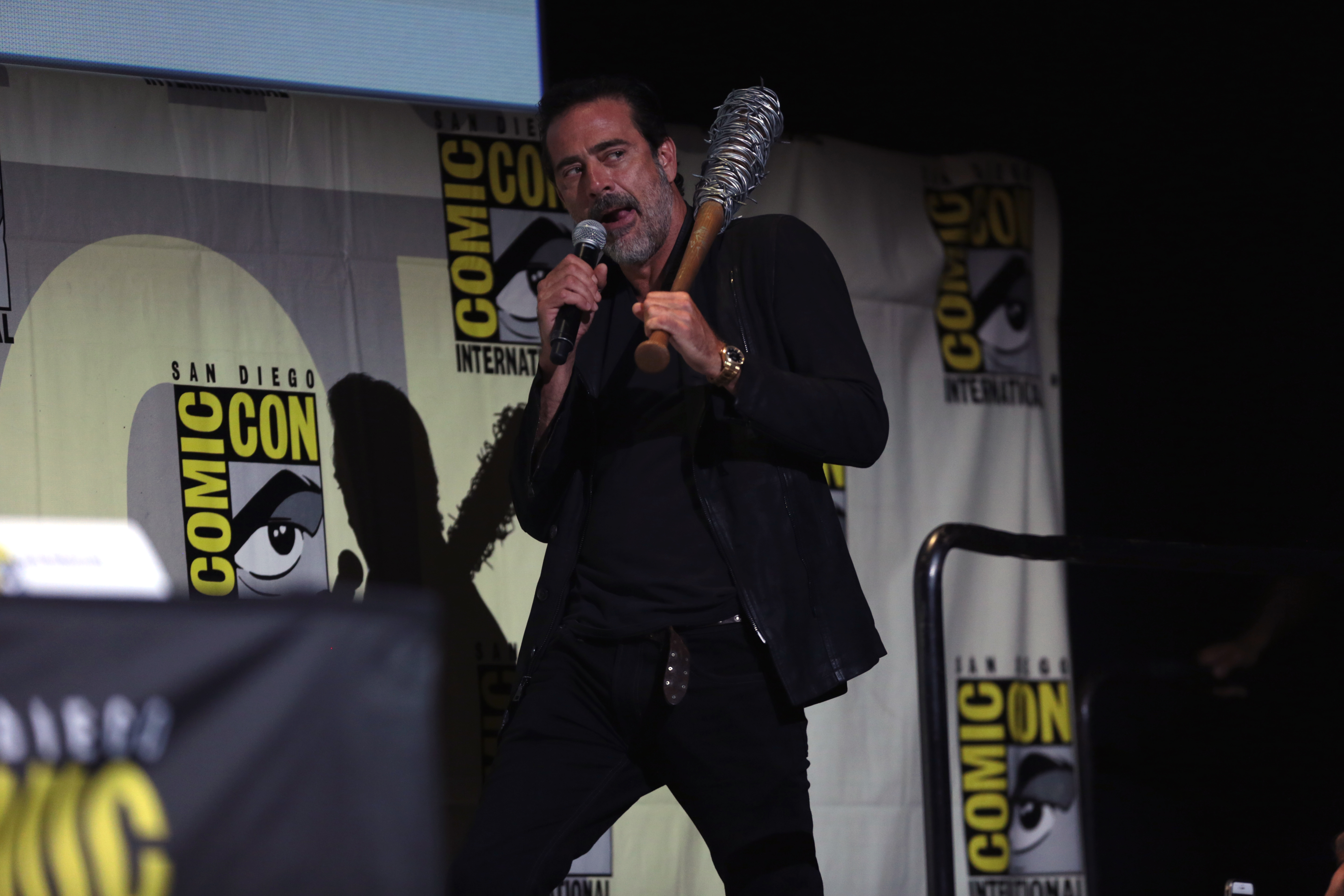
Джеффрі Дін Морган у Сан-Дієго на виставці «Comic-Con», 2016.

Дебют Ніґана в серіалі стався в останньому епізоді шостого сезону «Ходячих мерців». З середини сезону він лише згадувався і діяв через своїх підлеглих, котрі сліпо йому підкорялися, називаючи себе Ніґаном. Він був основним антагоністом протягом 7 і 8 сезону, а починаючи з 9 став антигероєм.

## Відгуки та прийом
Персонаж Ніґана отримав високу оцінку як серед фанатів так і критиків серіалу, як антагоніста проекту. IGN у своєму огляді першої появи Нігана у 100-му випуску сказав: «Новий лиходій вже виглядає гідним доповненням до проекту. Голос лиходія дуже виразний, що дозволяє Кіркману грати з зовсім іншим підходом до діалогу. Для серіалу, в якому персонажі іноді занадто багато базікають, не роблячи ясної думки, цей персонаж дуже цінується». Коли було досліджено співтовариство Ніґана, а також його відносини з Карлом Граймсом, було сказано, що «існує відчутна напруга, коли ми запитуємо, яку долю Ніґан приготував своєму юному ворогові. Але навіть у найзловісніших своїх проявах Ніґан залишається дивно харизматичним, неважко зрозуміти, як йому вдалося побудувати собі таке високе становище, маючи безліч дружин та повну відданість всього міста». Ноель Мюррей з Rolling Stone поставив Нігана на 10-е місце в списку 30 кращих персонажів «Ходячих мерців». Ніган посів третє місце в списку TV Fanatic «21 сексуальний телевізійний персонаж». The Telegraph вважає Ніґана «химерним».
Протистояння між Ніґаном і Ріком Граймсом порівнюють із безперервним суперництвом між персонажами DC Comics Джокером і Бетменом.
Шанувальники були шоковані і стурбовані сексуальною сценою Ніґана та Альфи в 10 сезоні «Ходячих мерців». Шоуранер серіалу Анджела Канг в The Hollywood Reporter заявила, що «ми завжди відчували, що нам потрібна частина історії Альфи, Ніґана та їх дивних стосунків».